# Хауърд Уеб
Хауърд Мелтън Уеб (на английски: Howard Melton Webb) е английски футболен съдия. Роден е на 14 юли 1971 г. в Родъръм, Южен Йоркшир, Англия. Смятан е за един от най-добрите съдии в историята на английския футбол, като също така е бивш полицай от лондонската полиция.

## Кариера
Съдийската си кариера започва в местаната лига в Родъръм през 1989. През 1993 г. напредва като става асистент в Северната конференция, две години по-късно вече е съдия във Втора лига на Англия. 1996 е асистент съдия, а през 1998 г. изпълнява тази функция в Премиър лигата, докато не бива повишен като съдия в Конференциите на Англия. 2003 вече е съдия във Висшата лига на Англия или накратко казано от най-ниските нива на футбола в Англия, в рамките на 10 години се издига до върха.
От 2005 има право да води международни мачове, като първият му е Северна Ирландия 1 – 1 Португалия на 15 ноември 2005 г. Първият червен картон, който показва във Висшата лига, е на Майкъл Свенсон от Саутхямптън на 8 ноември 2003 г. Мачът, на който дава най-много картони, е финала на Карлинг Къп през 2007 между Челси и Арсенал и мачът от Висшата лига между Фулъм и Арсенал на 29 ноември 2006, като и на двата мача показва по 10 картона.

## Статистика

### Мачове и картони
- Последна промяна: 6 ноември 2013

| Сезон   | Мачове | Общо  | на мач | Общо | на мач |
| ------- | ------ | ----- | ------ | ---- | ------ |
| 2000/01 | 26     | 58    | 2.23   | 1    | 0.04   |
| 2001/02 | 32     | 69    | 2.16   | 5    | 0.16   |
| 2002/03 | 39     | 145   | 3.72   | 4    | 0.10   |
| 2003/04 | 34     | 92    | 2.94   | 9    | 0.26   |
| 2004/05 | 34     | 100   | 2.94   | 2    | 0.06   |
| 2005/06 | 47     | 117   | 2.49   | 7    | 0.15   |
| 2006/07 | 45     | 156   | 3.47   | 9    | 0.20   |
| 2007/08 | 46     | 166   | 3.61   | 4    | 0.09   |
| 2008/09 | 48     | 158   | 3.29   | 6    | 0.13   |
| 2009/10 | 45     | 177   | 3.93   | 5    | 0.11   |
| 2010/11 | 45     | 141   | 3.13   | 6    | 0.13   |
| 2011/12 | 51     | 167   | 3.28   | 5    | 0.10   |
| 2012/13 | 42     | 148   | 3.52   | 5    | 0.12   |
| 2013/14 | 13     | 37    | 2.85   | 0    | 0      |
| Общо    | 547    | 1,731 | 3.16   | 68   | 0.13   |

Статистиката е за всички мачове, включително местни, европейски и международни срещи. Статистиката преди 2000/01 не е налична.